# Цзяншань
Цзянша́нь (кит. упр. 江山, пиньинь Jiāngshān) — городской уезд городского округа Цюйчжоу провинции Чжэцзян (КНР).

## История
Во времена первых централизованных империй эти места входили в состав округа Куайцзи (会稽郡), власти округа размещались на месте современного Сучжоу. Изначально здесь был уезд Таймо (太末县). В 192 году из уезда Таймо был выделен уезд Синьань (新安县).
Во времена империи Цзинь в 280 году из-за того, что в другом округе также был уезд с точно так же пишущимся названием «Синьань», написание названия уезда 新安县 было изменено на 信安县.
Во времена империи Тан в 621 году из уезда Синьань был выделен уезд Сюйцзян (须江县).
В эпоху Пяти династий и десяти царств, в 931 году, когда эти земли входили в состав государства Уюэ, уезд Сюйцзян был переименован в Цзяншань (江山县). После монгольского завоевания в связи с тем, что уездные власти переехали в посёлок Лисянь, уезд был в 1267 году переименован в Лисянь (礼贤县), но впоследствии уездные власти вернулись на старое место и уезду было возвращено прежнее название.
После образования КНР в 1949 году был создан Специальный район Цюйчжоу (衢州专区), и уезд вошёл в его состав. В 1954 году Специальный район Цюйчжоу был расформирован, и уезд перешёл в состав Специального района Цзиньхуа (金华专区).
В 1973 году Специальный район Цзиньхуа был переименован в Округ Цзиньхуа (金华地区).
В мае 1985 года постановлением Госсовета КНР округ Цзиньхуа был разделён на городские округа Цзиньхуа и Цюйчжоу; уезд вошёл в состав городского округа Цюйчжоу.
В ноябре 1987 года уезд Цзяншань был преобразован в городской уезд.

## Административное деление
Городской уезд делится на 2 уличных комитета, 13 посёлков и 6 волостей.